# Зоран Живковић (политичар)
Зоран Живковић (Ниш, 22. децембар 1960) српски је политичар и привредник. Био је председник Владе Републике Србије (2003—2004) и министар унутрашњих послова СР Југославије (2000—2003). Такође је био вршилац дужности председника Демократске странке од атентата на Зорана Ђинђића до фебруара 2004. када је на скупштини странке за председника изабран Борис Тадић.

## Биографија
Његов отац Борислав био је шеф робне куће у Нишу, а мајка Радмила домаћица. Завршио је гимназију „Бора Станковић“ у Нишу. Године 1983. завршава Вишу економску школу, одсек за комерцијално пословање. Није служио војни рок због тешке телесне повреде (фрактура потколенице, новембар 1983.године)
Ожењен је Бисерком, правницом. Има двоје деце, Милену и Марка.
Током 2009. и 2010. године био је колумниста дневних новина Данас. Колумна му је носила назив Директно.

### Пословна каријера
Године 1987. основао је приватно предузеће под називом „Супертим“ које се касније спојило са предузећем „Техномединг“. То предузеће се бавило сервисом електромедицинских уређаја, снабдевањем здравствених станица потрошним материјалом и увозом-извозом. Живковић је био директор и власник већинског дела капитала. У новембру 1995. због великих политичких обавеза и опструкције Милошевићевог режима предузеће је престало да ради и покренут је стечајни поступак. Неколико година пре тога постаје један од оснивача и члан управног одбора удружења приватних послодаваца у Нишу.

### Политичка каријера
Почео је да се бави политиком када се учланио у Демократску странку, априла 1992. године, а пре тога је био спонзор те странке. Након избора 1993. године улази у Народну скупштину Републике Србије као народни посланик, и остаје посланик до 1997. године. Након 1994. године, четири пута је биран за потпредседника странке и два пута за заменика председника. Од 1993. до 1995. био је председник градског одбора Демократске странке у Нишу.
У периоду од 1994. до 1997. био је члан Одбора за безбедност Скупштине Србије.
После локалних избора 1996. године бива изабран на место градоначелника Ниша. Дана 5. октобра 2000. поново бива изабран за градоначелника Ниша након што је коалиција ДОС освојила већину на локалним изборима 24. септембра 2000. године. У новембру исте године подноси оставку на место градоначелника због преласка на функцију савезног министра унутрашњих послова.
Од 1997. до 1999. председавао је Сталном конференцијом општина и градова Југославије и савезом Слободних градова.
Дана 15. новембра 2011. постао је члан Саветодавног одбора Међународног института за блискоисточне и балканске студије (IFIMES) из Љубљане.
За председника Нове странке, изабран је на Оснивачкој конференцији 7. априла 2013. године. Функција на којој је био до 2020. године.
На ванредним парламентарним изборима 2014. и 2016. године, изабран је за народног посланика у Скупштини Републике Србије.
Током 2022. године одлази у политичку пензију и позива све политичаре његове генерације да учине исто.